# Chronica Majora
La Chronica Majora è un importante manoscritto medievale in latino di Matteo Paris, un monaco benedettino che fu abate della cattedrale di Sant'Albano. È una delle sue numerose opere sulla storia inglese.
Corredata da numerose miniature e decorazioni, è considerata la sua opera maggiore e copre il periodo 1240-53. I primi due volumi si trovano al Corpus Christi College di Cambridge, mentre il terzo è annesso alla sua Historia Anglorum, conservata nella British Library di Londra.
Contiene un centinaio di disegni, la maggior parte a colori, e alcune mappe e itinerari. Si ritiene che la maggior parte del manoscritto non sia stata scritta da Paris di suo pugno.